# アドレナリン (山崎まさよしの曲)
「アドレナリン」は、山崎まさよし通算5枚目のシングル。1997年5月8日発売。発売元はポリドール・レコード。

## 解説
- 日本テレビ系バラエティ『どっちの料理ショー』のエンディングテーマに使用された5枚目のシングル。
- 間奏で、正露丸のパッケージに記載された「使用上の注意」を読み上げる部分がある。
- 2ndアルバム『HOME』からの先行シングル。ライブで披露される機会はあまりない。
- 最初はカップリング曲の「レイン・ソング」がA面候補だったという。
- 「アドレナリン」はライヴで披露される機会が少ないが、2007年に行われた「YAMAZAKI MASAYOSHI COVER HALL TOUR 2007」の本編ラストで披露された。渋谷公会堂の千秋楽公演（自身の誕生日）のライブ・テイクはシングル「真夜中のBoon Boon」に収録された。

## 収録曲
1. アドレナリン　（3:47）
2. レイン・ソング　（5:04）
3. アドレナリン（karaoke）

- 作詞・作曲: 山崎将義
- 編曲: 山崎将義&萩原健太

## 収録作品
- アドレナリン
  - HOME　（2nd アルバム）
  - BLUE PERIOD
- アドレナリン （Recorded Live on 23rd December 2007）
  - 真夜中のBoon Boon　（23rd シングル）
- レイン・ソング
  - OUT OF THE BLUE

## 関連人物
- 萩原健太